# Tráfico de animais

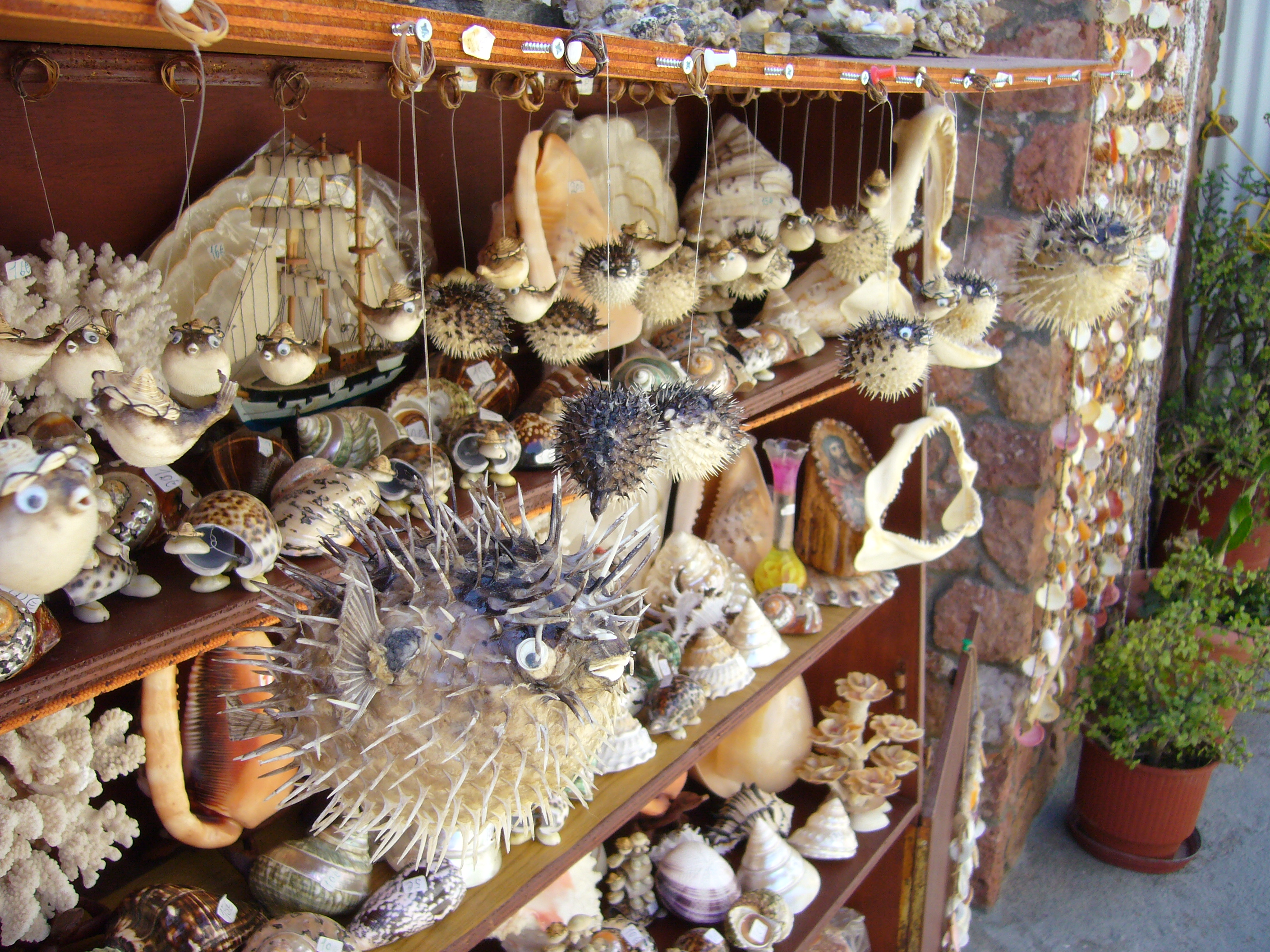
Imagem de venda de conchas e outros itens de animais marinhos.

Tráfico de animais é o comércio ilegal de animais retirados da natureza e movimenta o mercado da caça ilegal. De acordo com a ONU (Organização das Nações Unidas), o tráfico de animais silvestres é uma das atividades ilícitas mais lucrativas do planeta perdendo apenas para o tráfico de drogas e de armas, movimentando mais de US$10 bilhões por ano, sendo somente no Brasil, cerca de US$1 a 1,5 bilhões por ano. Levando em consideração apenas o tráfico de animais no Brasil, aproximadamente 38 milhões de exemplares são retirados da natureza e cerca de 4 milhões são vendidos.
Se desmatamento, urbanização e poluição são as principais causas do desaparecimento de espécies animais e vegetais, o tráfico de animais também tem um impacto significativo sobre as espécies, já que a cada 10 animais que são capturados, 9 morrem durante a captura, no transporte ou no cativeiro.  No Brasil, o tráfico de animais silvestres é considerado Crime ambiental conforme legislação em vigor.
As espécies de animais, incluindo aquelas cujo risco de extinção é elevada, são protegidos pela Convenção de Washington (CITES). Os monitores regulamentam ou proíbem o comércio internacional de animais cuja situação é ou pode tornar-se problemática, se nada for feito.
No Brasil, o Ministério do Meio Ambiente é o responsável por divulgar as espécies ameaçadas de extinção. Em última análise feita entre 2013 e 2014, 1.173 táxons foram considerados ameaçados de extinção.

## Tráfico no Brasil

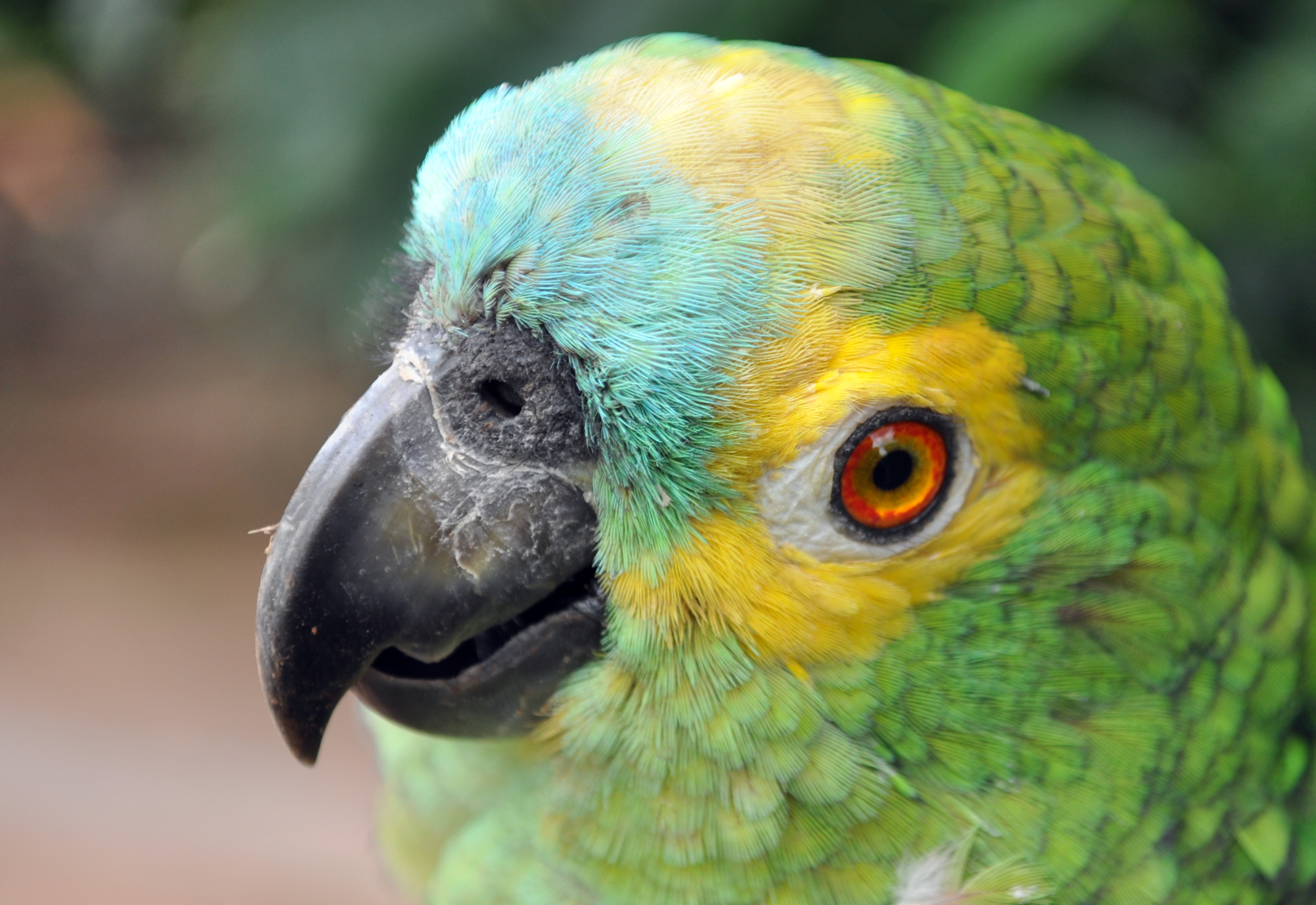
Papagaio-verdadeiro (Amazona aestiva)

Embora muitos dos animais capturados dentro do território brasileiro sejam destinados a comercialização fora do país, o comércio interno é muito maior, sendo 95% dos animais silvestres capturados ilegalmente vendidos dentro do Brasil. As principais rotas são as regiões Norte, Nordeste e Centro-Oeste.
As aves são os principais alvos do comércio ilegal, representando mais de 80% de todas as espécies comercializadas. Em geral, os pscitacídeos, como as araras e o papagaio-verdadeiro, são os que mais atraem os compradores devido sua grande beleza e a cultura brasileira de se ter um animal silvestre de estimação. Esses animais, representam também o grupo com maior número entre as espécies ameaçadas de extinção e por causa disso, possuem um alto valor no mercado, já que quanto mais raro e vulnerável é o animal, mais alto é o seu valor.
A arara-azul é uma das espécies mais contrabandeadas para grandes colecionadores e para zoológicos particulares, sendo que um exemplar pode chegar a custar cerca de U$30 mil. A comercialização é feita principalmente para a Europa, América do Norte e Ásia.

### Principais vítimas do tráfico[9]
Algumas espécies, de baixo valor comercial, são vendidas ilegalmente principalmente para populações de rendas mais baixas. As principais vítimas são:
- Galo-de-campina

- Azulão
- Trinca-ferro
- Canário da terra
- Pássaro preto
- Pintassilgo
- Cardeal
- Tico-tico
- Pixoxó
- Sabiá-laranjeira
- Coleirinha
- Bigodinho
- Golinho
- Chupim
- Corrupião
- Tartaruga de terra
- Tartaruga de água
- Sagui

## Comércio de Primatas

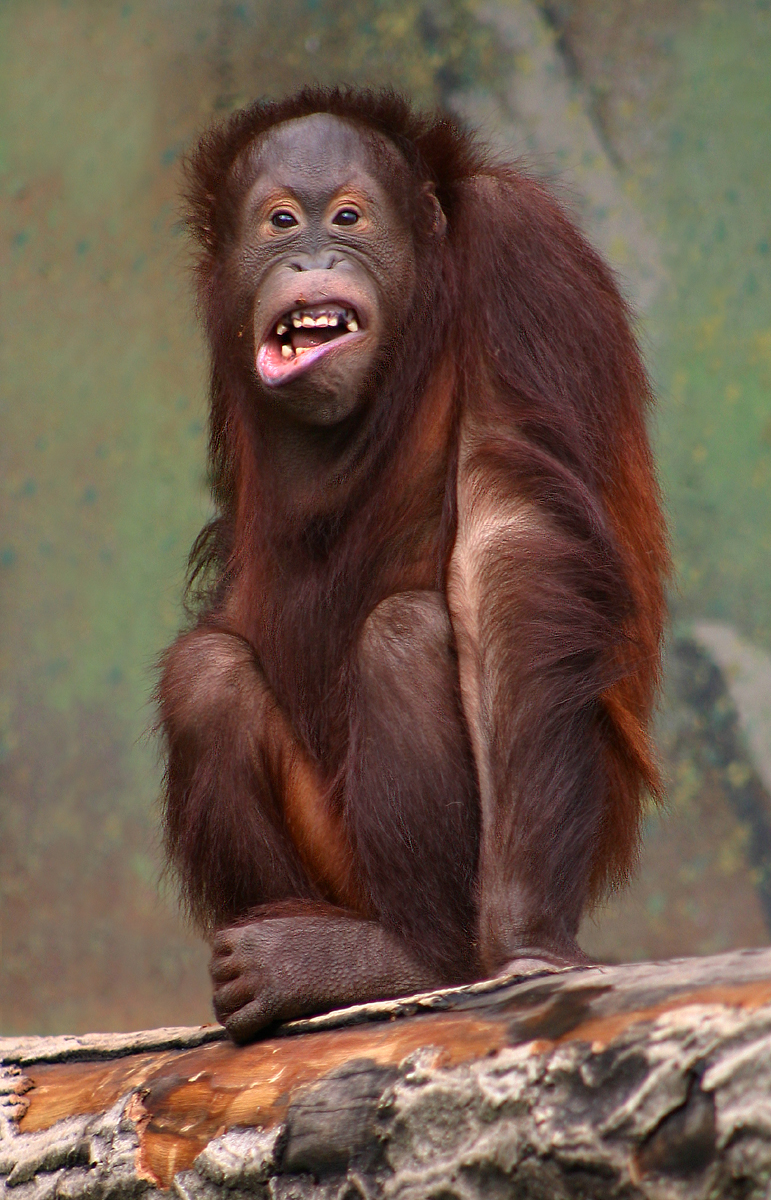
Orangotango (Pongo pygmaeus)

Os primatas, como o gorila, o orangotango e o chimpanzé, também são vítimas do comércio ilegal e estão correndo risco de extinção. Esses animais são retirados de seus habitats na África Central e Sudoeste Asiático e comercializados, principalmente, em países da Ásia e Oriente Médio. São utilizados como atração turística ou para serem exibidos como símbolo de status social.
Cerca de 3 mil animais são retirados, todos os anos, de seus habitats naturais para serem vendidos no comércio ilegal, sendo os orangotangos as maiores vítimas. No comércio ilegal, um gorila vale em média U$400, enquanto um orangotango, cerca de U$1000.
Em alguns lugares, como os Emirados Árabes, Kuwait e Qatar, há grande demanda de filhotes de chimpanzés e gorilas, mas para captura de um filhote, cerca de 10 animais adultos morrem. O transporte dos filhotes, geralmente é feito através da bagagem de mão em voos regulares. Na China, a demanda por primatas é de safáris e zoológicos. De acordo com o UNEP, o turismo da Uganda lucra cerca de U$ 1 milhão por ano apenas com um gorila vivo.

## Métodos de captura[9]
Métodos cruéis são utilizados pelos traficantes para a captura dos animais silvestres:

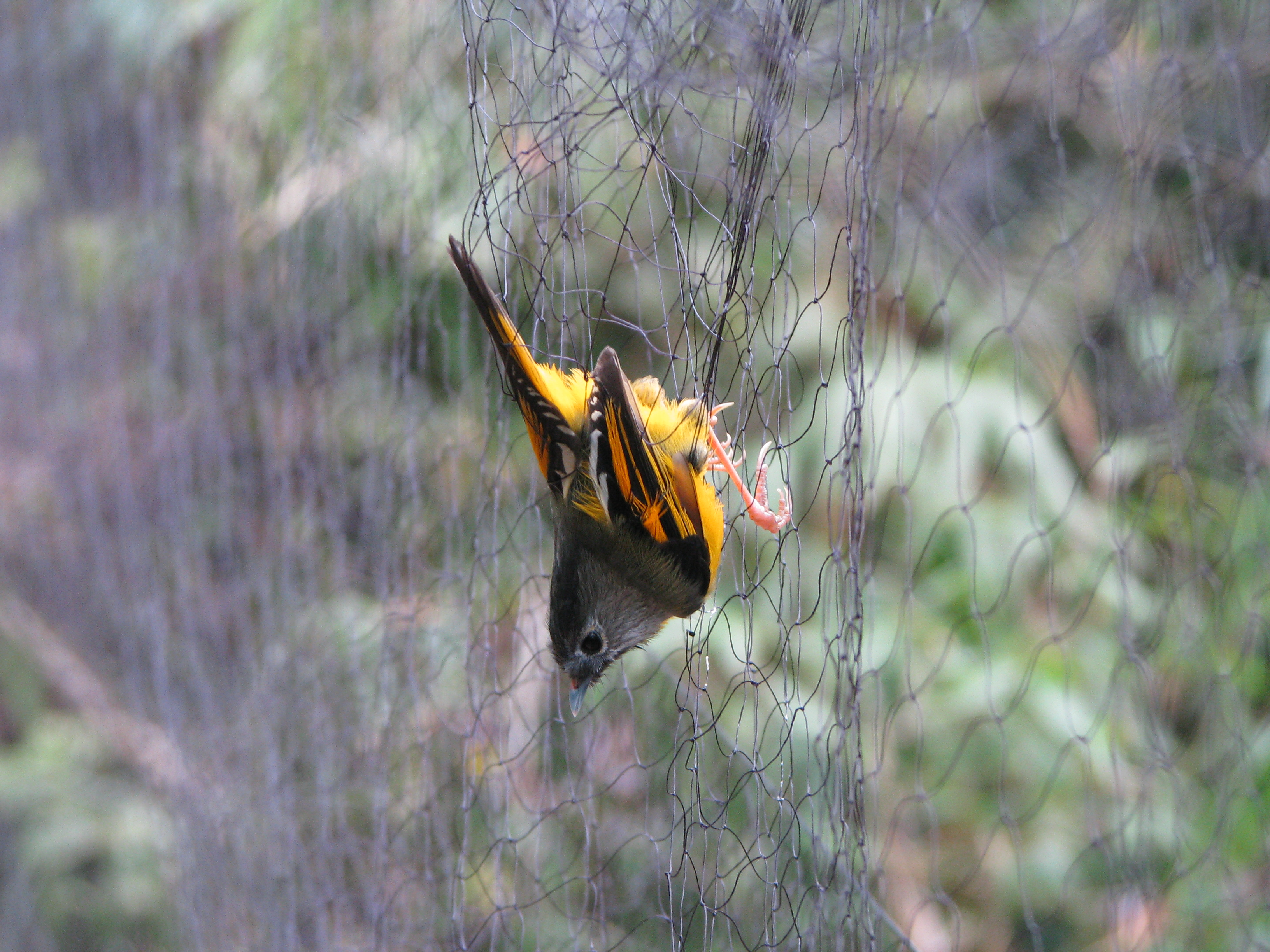
Uma fulveta-dourada capturada em uma rede de neblina.

### Aves
- Redes de neblina: Uma rede de material sintético é armada em meio a vegetação ou em área descampada, de modo que fique invisível. As aves que passam por ali, se chocam com a rede ficando presas em uma espécie de bolsa que se forma abaixo. Algumas aves podem ficar presas de modo que não seja possível retirá-la sem danificar a rede, mas por se tratar de um equipamento de alto custo, muitas vezes, o traficante opta por cortar as partes do corpo da ave que está presa para não danificar a rede.

- Gaiola batedeira: Em uma gaiola, é colocado um indivíduo da mesma espécie que se quer capturar, para atrair outros de vida livre. Estas gaiolas são formadas por alçapões, que aprisionam as aves que se aproximam.

- Visgo e cera depilatória: Fortes adesivos são aplicados em locais onde as aves geralmente pousam; as aves têm seus pés colados e são impedidas de voar. Algumas vezes, as asas também ficam presas, e são arrancadas impiedosamente pelos traficantes.

- Arapucas: Gaiolas em forma de pirâmide atraem aves que se aproximam em busca de alimento.

### Cágados
- Coleta de ovos: Geralmente é feita a coleta dos ovos e é aguardada sua eclosão.

### Iguanas
- Balanço das árvores: é feito o balanço das árvores onde as iguanas passam a maior parte do tempo, fazendo com que caiam e possam ser capturadas.
- Varas de pesca: linhas presas em varas de pesca, que tem por objetivo prende-las pelo pescoço e retirá-las do alto das árvores.

### Primatas
- Geralmente os traficantes estão em busca de filhotes, pois estes possuem maior valor comercial. Portanto, os pais são assassinados para que não impeçam ou agridam o apanhador.

## Desafios
O tráfico de vida silvestre é um crime extremamente lucrativo com consequências graves, penas relativamente pequenas e poucos processos instaurados. Além de todos os fatores complicadores inerentes ao tráfico, os pesquisadores desse tema também enfrentam a falta de dados organizados e sistematizados. Além disso, os estudos sobre o tráfico e seus impactos sobre a biota também são escassos, o que torna o prognóstico ainda mais complexo.
É sabido que identificar o local de captura não é uma tarefa fácil, porque os locais onde os animais são apreendidos não são os mesmos em que foram capturados. Além do mais, a captura e a venda de animais silvestres e seus subprodutos não estão concentrados em apenas um local e nem sempre tem o mesmo destino; a movimentação é intensa, com vários destinos. Após serem capturados, os animais geralmente passam pelas mãos de traficantes pequenos e médios, que fazem contato com grandes traficantes brasileiros e internacionais, porém, estes animais também podem ser vendidos via internet, petshops e feiras ilegais.
Embora técnicas modernas estejam sendo usadas em todo o mundo para ajudar na fiscalização e combate ao comércio ilegal de vida silvestre, a estrutura do tráfico ainda apresenta características comuns à sociedade da informação, uma vez que requer equipamentos que permitam a troca contínua de informações sobre rotas, os animais mais cotados no mercado negro, as novas formas de fraude e os caminhos da corrupção. As novas tecnologias são cada vez mais utilizadas para aumentar as chances de sucesso das operações criminosas, seja por meio de telefones celulares, computadores para fraudar documentos ou vendas pela internet, entre outras.
A agressão contra a fauna passou a ser contravenção penal. Proibiu-se o exercício da caça profissional, como também a comercialização de espécimes da fauna silvestre e seus produtos, exceto os provenientes de criadouros legalizados. A caça para o controle de animais silvestres considerados “prejudiciais”, é permitida desde que obedeça as recomendações o órgão público competente, quanto às espécies, época do ano, número de dias e local onde é permitido caçar. A caça amadorista é prevista na formação de clubes e sociedades amadoristas e também prevista a construção de criadouros para fins econômicos e industriais.

## Tipos de tráfico
No Brasil o tráfico de animais silvestres possui, basicamente quatro modalidades, tais quais:

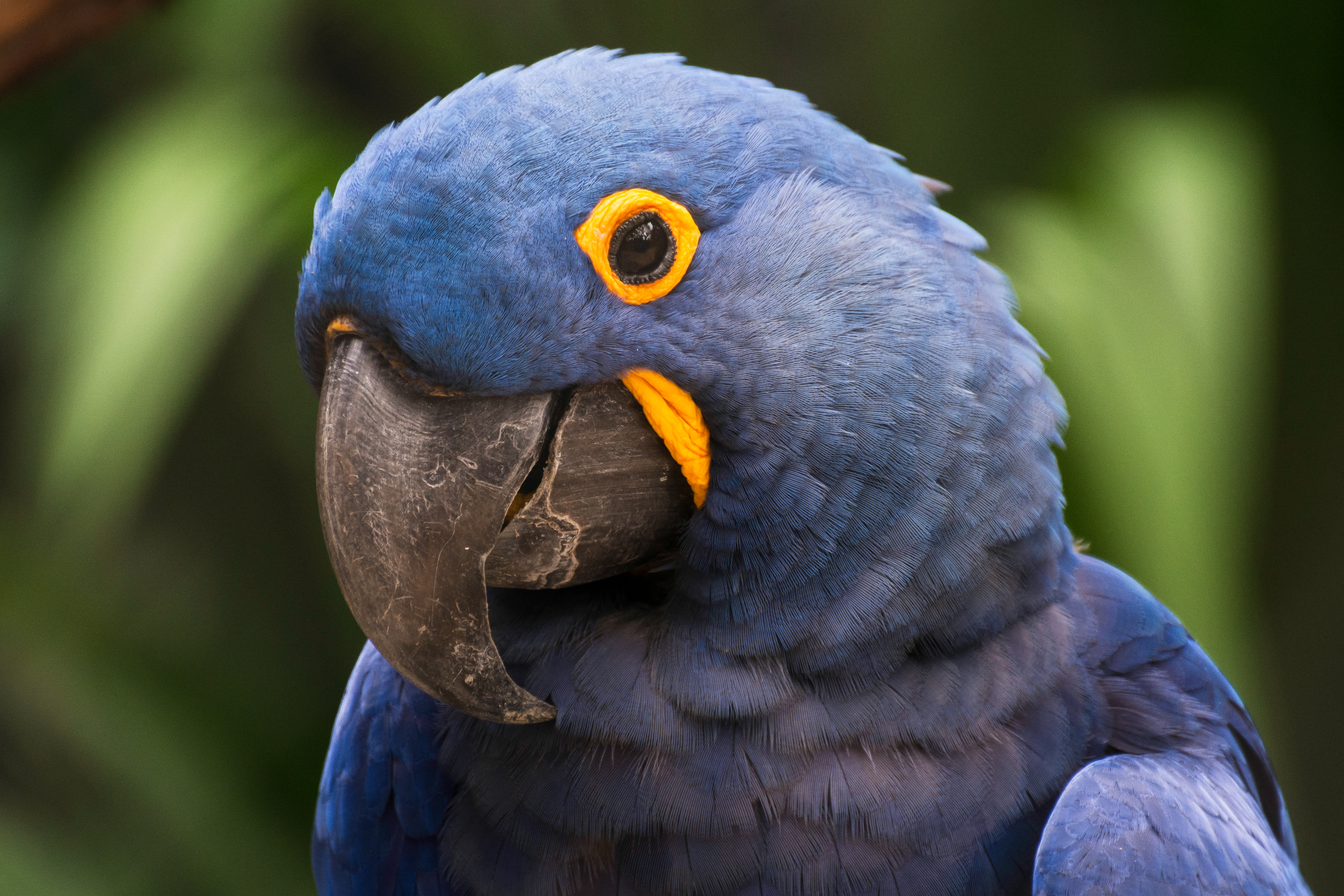
Arara azul

### Animais para colecionadores particulares e zoológicos
Esse tipo de modalidade prioriza, principalmente, animais em extinção, e isso atribui um valor maior ao animal, ou seja, quanto mais raro mais caro será o seu valor no mercado ilegal. Os principais países receptores são, Alemanha, Portugal, Holanda, Bélgica, Itália, dentre outros. Os animais de maior valor são as arara-azul-de-lear e a arara-azul podendo valer entre 25 mil e 60 mil dólares.

### Animais para fins científicos (Biopirataria)
Os animais que são traficados para fins científicos, geralmente são os que possuem alguma substância química para a pesquisa e produção de medicamentos. Devido a grande quantidade de pesquisadores ilegais no Brasil, esta modalidade aumenta a cada dia.

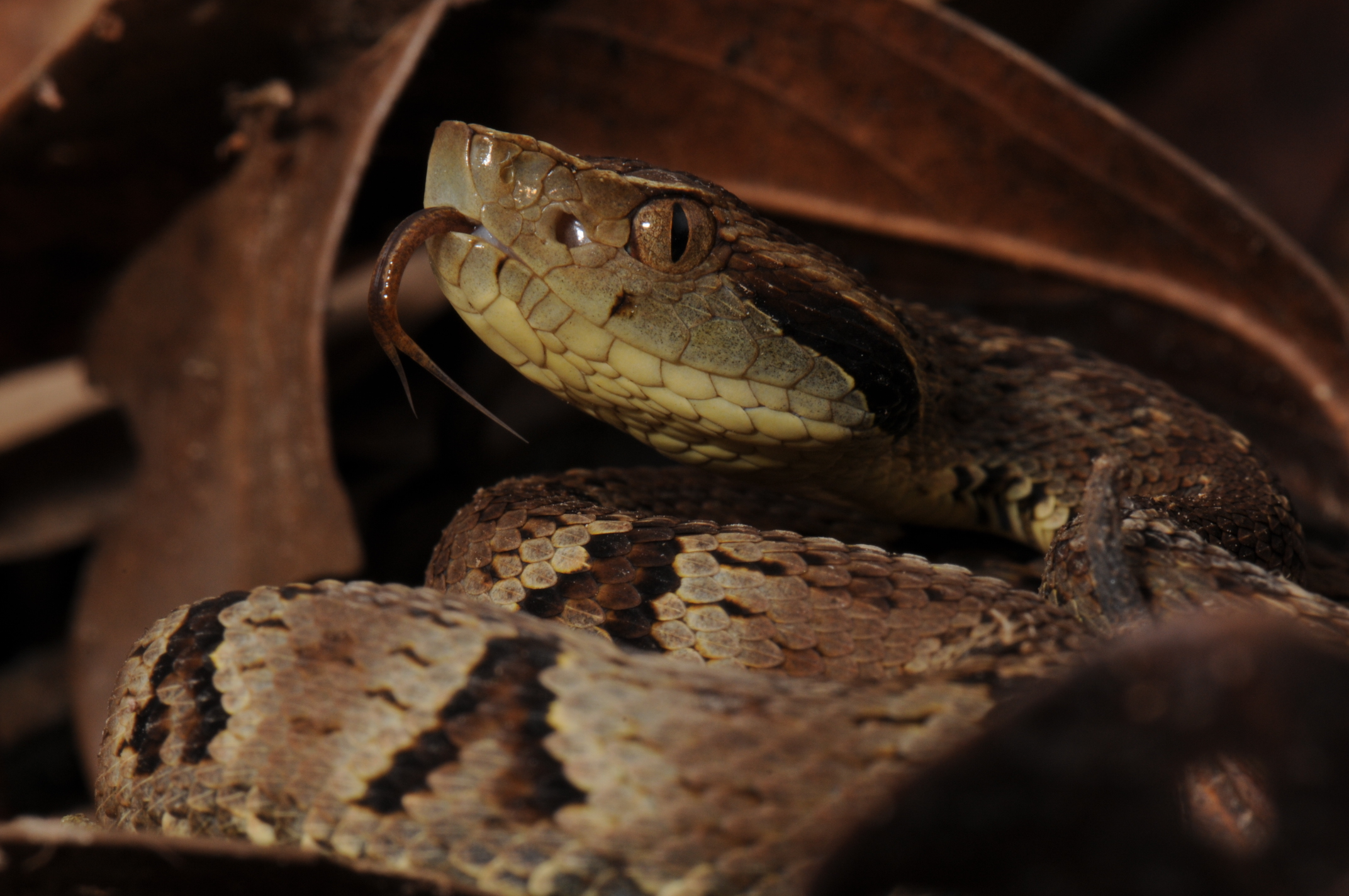
O principio ativo de determinado anti-hipertensivo vem do veneno da jararaca

### Animais para pet shop
Devido a grande procura de animais silvestres, essa modalidade é a mais incentivada no quesito procura e demanda.

### Animais para produtos e subprodutos
Nesta modalidade os animais traficados são usados para fabricar adornos e artesanato. Normalmente, se comercializam couros, peles, penas, garras, presas, souvenir para turistas, além de diversos outros.

## Principais rotas do tráfico
Os animais traficados são retirados das regiões Norte, Nordeste e Centro-Oeste, e geralmente, são encaminhados para o Sul e Sudeste. Os principais alvos dos traficantes de animais são áreas de preservação e conservação, pois devido a grande quantidade de animais sob proteção tal área se torna alvo. O Bioma Cerrado é a mira dos traficantes devido ao alto grau de conservação.

## Luta contra o tráfico

### Repressão
Meios coercivos são usados contra o tráfico de animais, como a formação de brigadas anti caça furtiva (como é o caso em vários parques nacionais e reservas na África e na Ásia), o controle aduaneiro (em aeroportos e sobretudo portos), ou a inspeção de lojas de animais.
No entanto, é necessário superar algumas dificuldades:
- As brigadas anticaça furtiva devem ser bem equipadas e pagas. Quando os funcionários são mal pagos, trabalham muitas vezes mal e podem até mesmo ajudar os caçadores furtivos;
- Por vezes é difícil de evitar abusos. Essas brigadas devem ser bem treinadas.
- Alfândega e agentes da polícia que controlam a importação e venda de animais devem ser suficientemente qualificados para reconhecer as espécies para as quais o comércio é regulado.

Devido a essas e outras dificuldades, ações conjuntas entre organizações e autoridades que realizam operações de repressão ao tráfico de animais silvestres em guardas domésticas, interceptação de cargas, feiras de "rolo" e desmonte de depósitos clandestinos são extremamente importantes, principalmente para que os primeiros socorros e o transporte dos animais vítimas do crime seja realizado corretamente.

### Centros de triagem de animais silvestres - Cetas
Os Centros de triagem de animais silvestres promovem suporte técnico e logístico às ações de repressão e apreensão de animais vítimas do tráfico. Responsáveis pela triagem, recepção, reabilitação e pelo destino desses animais, são importantes aliados na luta contra o tráfico, sendo assim, deve ser promovida a criação e manutenção desses centros .

### Educação e conscientização
Projetos relacionados a educação e a conscientização da população têm um papel fundamental na luta contra o tráfico:

#### Wild for life
Iniciada em 25 de maio de 2016 e organizada pelo Programa das Nações Unidas para o Meio Ambiente (PNUMA), pelo Programa das Nações Unidas pelo Desenvolvimento (PNUD), pelo Escritório das Nações Unidas sobre Drogas e Crimes (UNODC) e pela Convenção sobre o Comércio Internacional de Espécies Ameaçadas de Fauna e Flora Silvestres (CITES), o projeto tem por finalidade combater o comércio ilegal de animais silvestres.
A campanha, que recebe apoio de várias celebridades como de Gisele Bündchen, alerta para os problemas causados por esse crime: leva muitas espécies a extinção, rouba o patrimônio natural dos países e dá lucro a redes criminosas internacionais.

#### Campanha de combate ao comércio ilegal de animais silvestres
Campanha nacional, com iniciativa da Rede Nacional de Combate ao Tráfico de Animais Silvestres (RENCTAS), tem por objetivo a distribuição gratuita de kits educativos para educadores (professores, técnicos ambientais de órgãos públicos e de batalhões da polícia ambiental, voluntários de organizações não governamentais, monitores ambientais de unidades de conservação).
Esses kits, compostos por 1 DVD e 1 manual, que alertam para os prejuízos causados pelo tráfico de animais silvestres, devem contribuir para a conscientização, sendo utilizados em palestras e atividades escolares.

## Legislação
A legislação brasileira protege a fauna silvestre, e para tal existe a LEI N° 5.197, DE 3 DE JANEIRO DE 1967. 
Segundo o Art. 1º os animais silvestres são propriedades do Estado e com isso é proibido a  utilização, perseguição, destruição, caça ou apanha do animal. 
Art. 29. Matar, perseguir, caçar, apanhar, utilizar espécimes da fauna silvestre, nativos ou em rota migratória, sem a devida permissão, licença ou autorização da autoridade competente, ou em desacordo com a obtida:
Pena - de seis meses a um ano, e multa.
§ 1º Incorre nas mesmas penas:
I - quem impede a procriação da fauna, sem licença, autorização ou em desacordo com a obtida;
II - quem modifica, danifica ou destrói ninho, abrigo ou criadouro natural;
III - quem vende, expõe à venda, exporta ou adquire, guarda, tem em cativeiro ou depósito, utiliza ou transporta ovos, larvas ou espécimes da fauna silvestre, nativa ou em rota migratória, bem como produtos e objetos dela oriundos provenientes de criadouros não autorizados ou sem a devida permissão, licença ou autorização da autoridade competente.
(...)
§ 4º A pena é aumentada de metade, se o crime é praticado:
I - contra espécie rara ou ameaçada de extinção, ainda que somente no local da infração;
II - em período proibido à caça;
III - durante a noite;
IV - com abuso de licença;
V - em unidade de conservação;
VI - com emprego de métodos ou instrumentos capazes de provocar destruição em massa.
BRASIL. Constituição, 1988. Lei Nº 9.605, de 12 de fevereiro de 1998. Capítulo V. Seção I.
Em razão das penas previstas para os crimes contra a fauna serem inferiores a 2 anos de detenção, aqueles que forem flagrados cometendo tais crimes, realizam os procedimentos penais em Juizados Especiais, visto que a Lei Federal 9.099, de 26 de setembro de 1995,diz que crimes contra a fauna silvestre são afiançáveis. Passando a entender que crime contra a fauna silvestre é considerado de menor potencial ofensivo.
De acordo com o relatório da Renctas existem quatro razões que incentivam o comércio ilegal de vida silvestre:
I - animais para zoológicos e colecionadores particulares;
II - animais para uso científico/ biopirataria;
III - animais para petshops e,
IV - animais para produtos e subprodutos.
Há pelo menos dois Órgãos que exercem a fiscalização das atividades que envolvem a fauna silvestre, um Órgão possui atribuição direta de controle e fiscalização, IBAMA e a Polícia Militar Ambiental, que exerce a fiscalização em virtude de competência constitucional (Artigo 195, parágrafo único, da Constituição).